# Rhys Darby
Rhys Montague Darby (Auckland, 21 de março de 1974) é um comediante e ator da Nova Zelândia.

## Filmografia

### Filmes
| Ano  | Título               | Papel        |
| 2010 | Coming and Going     |              |
| 2009 | Diagnosis: Death     | Especialista |
| 2009 | The Boat That Rocked | Angus        |
| 2008 | Yes Man              | Norman       |

### Séries
| Ano  | Titúlo               | Titúlo em PT-BR          | Papel        |
| ---- | -------------------- | ------------------------ | ------------ |
| 2022 | Our Flag Means Death | Nossa Bandeira é a Morte | Stede Bonnet |